# Хомутов (район)
Район Хомутов (чеш. okres Chomutov) — один из семи районов Устецкого края Чешской Республики. Административный центр — город Хомутов. Площадь — 935,30 кв. км., население составляет 129 136 человек. В районе насчитывается 44 муниципалитета, из которых восемь — города.

## География
Расположен на севере края. Граничит с районами Мост и Лоуни Устецкого края; Карловы Вары Карловарского края. На северо-западе — государственная граница с Германией.

## Города и население
Данные на 2009 год:
| Город                | Население |
| -------------------- | --------- |
| Хомутов              | 50 725    |
| Йирков               | 21 241    |
| Кадань               | 18 853    |
| Клаштерец-над-Огржи  | 15 820    |
| Вейпрти              | 3 352     |
| Маштёв               | 641       |
| Вислуни              | 266       |
| Лоучна-под-Клиновцем | 81        |

| Всего           | Женщин           | Мужчин           |
| --------------- | ---------------- | ---------------- |
| 129 136 (100 %) | 64 970 (50,31 %) | 64 166 (49,69 %) |

Средняя плотность — 138 чел./км²; 85,94 % населения живёт в городах.